# 皮普爾斯山谷 (亞利桑那州)
皮普爾斯山谷（英語：Peeples Valley）是位於美國亞利桑那州亞瓦派縣的一個人口普查指定地區。根據2010年美國人口普查，該地人口為374人，而該地的面積約為39.21平方千米。

## 地理
皮普爾斯山谷的座標為34°16′42″N 112°45′27″W / 34.27833°N 112.75750°W，而該地最高點為海拔高度1365米（即4479英尺）。